# 순천 선암사 33조사도
순천 선암사 33조사도(順天 仙巖寺 三十三祖師圖)는 전라남도 순천시 승주읍 선암사에 있는 조선시대의 그림이다. 2008년 3월 12일 대한민국의 보물 제1554호로 지정되었다.

## 개요
이 작품은 『조당집(祖堂集)』에 근거하여 가섭존자부터 중국의 육조 혜능 스님까지 33명의 조사를 11폭으로 나누어 그린 선종 33조사도로서 한국에 유일하게 남아 있는 33조사도이다. 원래 총 11폭으로 조성되었으나 현재는 7폭만이 남아 있는데, 1753년에 은기(隱奇)를 비롯한 5명의 승려화원이 그린 것으로 18세기 중반 불화 속에 수묵기법을 적극적으로 도입하였던 의겸의 화풍을 계승하고 있다. 여기에 묘사된 33조사의 도상은 중국 명대의 화보(畵譜)인 『삼재도회(三才圖會)』, 『홍씨선불기종(洪氏仙佛奇蹤)』을 모본으로 하고 있어 조선후기 화보의 전래와 불화 도상 간의 관련성을 보여주는 작품으로도 중요하다.
현존하는 유일한 33선종조사도라는 희귀성과 함께 도상의 구성방식과 정취한 필치 등에서 뛰어남을 보여주고 있다.

## 참고 자료
- 순천 선암사 33조사도 - 국가유산청 국가유산포털